# Spišská Stará Ves
Spišská Stará Ves és una ciutat d'Eslovàquia. Es troba a la regió de Prešov, al nord del país.

## Història
La primera referència escrita de la vila data del 1309.

## Demografia
| Godina             | 1994 | 2004   | 2014   | 2024   |
| ------------------ | ---- | ------ | ------ | ------ |
| Nombre de persones | 2320 | 2337   | 2267   | 2156   |
| Diferència         |      | +0,73% | −2,99% | −4,89% |

| Godina             | 2023 | 2024   |
| ------------------ | ---- | ------ |
| Nombre de persones | 2178 | 2156   |
| Diferència         |      | −1,01% |